# 塔武利亚
塔武利亚（義大利語：Tavullia），是意大利佩萨罗-乌尔比诺省的一个市镇。总面积42.33平方公里，人口7527人，人口密度177.8人/平方公里（2008年）。ISTAT代码为041065。